# Feixà
Feixà és un mot propi del català occidental pirinenc (pallarès i ribagorçà). Sol designar un indret on hi ha cingleres i cornises d'una certa magnitud. És un genèric de caràcter toponímic molt present a les comarques de l'Alta Ribagorça, el Pallars Jussà i el Pallars Sobirà.
Pot presentar també la forma feixanc.

## Etimologia
Tal com explica Joan Coromines, Feixà és un derivat col·lectiu de feixa, mot comú català alhora derivat de feix, del llatí fascis (manat del branquillons). De vegades aquestes formacions rocoses, amb pedra bastant trossejada, sembla feixos de branquillons lligats en un manat; d'aquí el significat que ha pres aquest mot.